# Neolamprologus modestus
Neolamprologus modestus är en fiskart som först beskrevs av Boulenger, 1898.  Neolamprologus modestus ingår i släktet Neolamprologus och familjen Cichlidae. IUCN kategoriserar arten globalt som livskraftig. Inga underarter finns listade i Catalogue of Life.